# Casey Donovan
Casey Donovan (nascut com a John Calvin Culver; East Bloomfield, 2 de novembre de 1943 – Inverness, Florida, 10 d'agost de 1987) va ser un actor pornogràfic estatunidenc dels anys 1970 i 1980, que apareix principalment en pel·lícules i vídeos per a adults destinats al públic gai. Després d'una breu carrera com a mestre i una temporada com a model ben pagat, Donovan va aparèixer en la pel·lícula que fonamentaria el seu estatus d'icona gai, Boys in the Sand (1971). Els intents d'aprofitar la seva fama per arribar a obres de masses va fracassar, però Donovan va seguir sent una estrella cotitzada en la indústria per a adults durant els següents quinze anys.